# Christian Thomsen
 Der er flere personer med dette navn, se Christian Thomsen (militærperson).
Lauritz Christian Marinus Thomsen (født 6. januar 1909 i Svostrup, død 16. januar 2003) var en dansk politiker (Socialdemokrat) og minister.
- Landbrugsminister i Regeringen Jens Otto Krag II fra 26. september 1964 til 2. februar 1968.
- Fiskeriminister i Regeringen Jens Otto Krag III fra 11. oktober 1971 til 5. oktober 1972.
- Fiskeriminister i Regeringen Anker Jørgensen I fra 5. oktober 1972 til 27. september 1973.